# Janusch Kozminski
Janusch Kozminski (* 29. März 1949 in Schwandorf; gestorben 15. November 2015 in München) war ein deutscher Filmproduzent, Autor und Regisseur. Er wurde im Jahr 2000 für seine Dokumentation „Wir sind da! Juden in Deutschland nach 1945“ mit dem Bayerischen Fernsehpreis ausgezeichnet.

## Leben
Kozminski wurde als Sohn polnischen Schoah-Überlebender geboren. Der Lagerfotograf Wilhelm Brasse fotografierte seine damals 16-jährige Mutter bei ihrer Einlieferung in das Vernichtungslager Auschwitz im Mai 1942. Die Eltern retteten sich nach der Befreiung nach Deutschland.
Er besuchte die Grundschule in München. Nach Aufenthalten in Frankreich, der Schweiz und den USA lebte er seit 1975 wieder in München, wo er seit 1991 eine eigene Filmproduktionsfirma betrieb.
Für die von ihm produzierte Dokumentation erhielt er zusammen mit dem Autor Richard C. Schneider für herausragende Leistungen im deutschen Fernsehen den Bayerischen Fernsehpreis 2000. Die Jury würdigte sein Werk mit den Worten:

„Der Autor Richard Chaim Schneider und der Produzent Janusch Kozminski haben mit dieser herausragenden Reihe das Leben der Juden in Deutschland nach 1945 in einer unspektakulären, aber gerade deshalb so eindrucksstarken Weise für den Fernsehzuschauer aufgearbeitet. Die vierteilige Dokumentation, die dem Alltag und den Empfindungen jüdischer Bürger in beiden Teilen Deutschlands nachspürt, bietet über ihr speziefisches Thema hinaus ein Stück sorgfältig recherchierte und reich bebilderte Zeitgeschichte vom Kriegsende bis zum Ausklang des Jahrhunderts. Der Bayerische Fernsehpreis 2000 für 'Wir sind da!' würdigt eine beispielhafte dokumentarische Leistung.“

Auch sein im Jahr 2015 fertiggestellte Dokumentarfilm 183 Tage – Der Auschwitz-Prozess wurde von den Medien positiv aufgenommen.
Kozminski war Vater von drei Kindern.

## Werke
- 1995: Die Rose von Jericho
- 2000: Wir sind da! Juden in Deutschland nach 1945, gemeinsam mit Richard Schneider
- 2009: Die Vergangenheit ist ein fremdes Land
- 2015: 183 Tage – Der Auschwitz-Prozess
- 2015: Die Deutschland-Akte